# Augustin-Joseph Jacquet
 (décembre 2013).
Si vous disposez d'ouvrages ou d'articles de référence ou si vous connaissez des sites web de qualité traitant du thème abordé ici, merci de compléter l'article en donnant les références utiles à sa vérifiabilité et en les liant à la section « Notes et références ».
Pour les articles homonymes, voir Jacquet.
Augustin-Joseph Jacquet , né le 5 mai 1833 à Paris où il est mort le 28 juillet 1905, est un latiniste, journaliste et essayiste français.
Il est l'auteur d'un pamphlet antisémite préfacé par Paul Déroulède, La République plébiscitaire : mémoires sur les moyens pratiques d'arriver à l'anéantissement de la puissance juive en France.

## Biographie
Augustin-Joseph Jacquet fut enseignant de latin et de rhétorique.

## Publications
- Recueil gradué de versions grecques, à l'usage des classes supérieures, E. Belin, (1870).
- La vie littéraire dans une ville de province sous Louis XIV : Étude sur la société dijonnaise pendant la seconde moitié du XVIIe siècle d'après les documents inédits., Genève : Slatkine Repr., 1971.
- Anabase. Livre Ier texte grec, 1864.
- Lycée Louis-le-Grand. Discours prononcé à la distribution solennelle des prix, le 13 août 1872, Impr. de E. Donnaud (1872)
- Académie de Nancy. Lycée impérial de Metz. Distribution solennelle des prix... 12 août 1865. Discours prononcé par M. Augustin Jacquet, etc.
- Le Sentiment national au XVIe siècle, Bureaux de la Revue, (1895)
- Claude de Seyssel, Bureaux de la Revue, (1895)
- Le Discours latin, théorie et application... à l'usage des élèves de rhétorique..., E. Belin (1876)
- Psychologie, morale, éducation : Traité complet..., à l'usage des aspirants et aspirantes au brevet supérieur et aux certificats d'aptitude pédagogique, des candidats au baccalauréat ès-lettres, E. Foucart (1890)
- De Historiarum cognitione quid senserit Joannes Bodinus, thesin proponebat parisiensi litterarum Facultati, Garnier frères, (1886).
- Positivisme et philosophie scientifique, par Pierre-Auguste Bertauld, Félix Alcan (1899)
- La République plébiscitaire : mémoires sur les moyens pratiques d'arriver à l'anéantissement de la puissance juive en France (1902)